# Runtole
Runtole este o localitate din comuna Celje, Slovenia, cu o populație de 29 de locuitori.